# Erich-Scharf-Denkmal

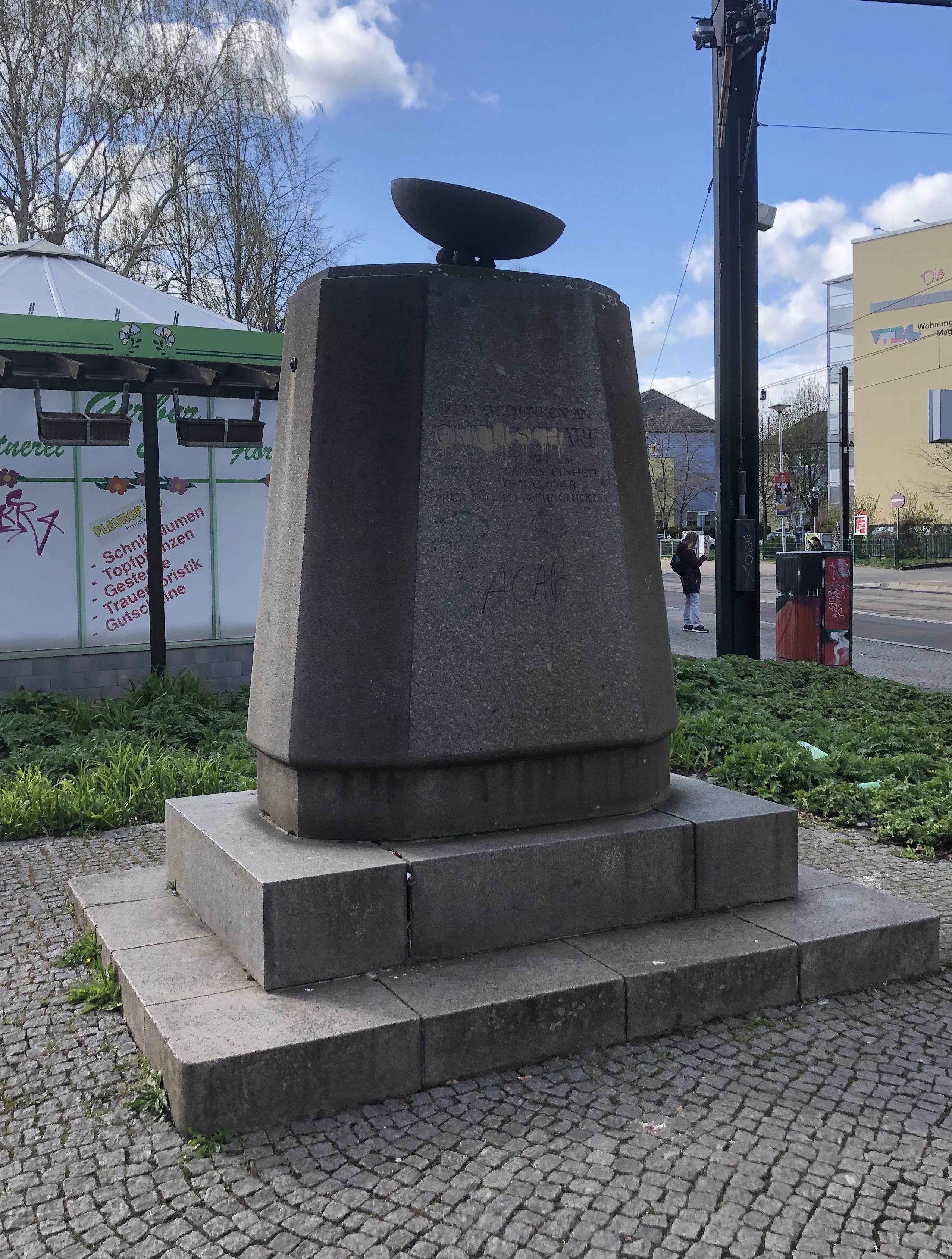
Erich-Scharf-Denkmal, 2021

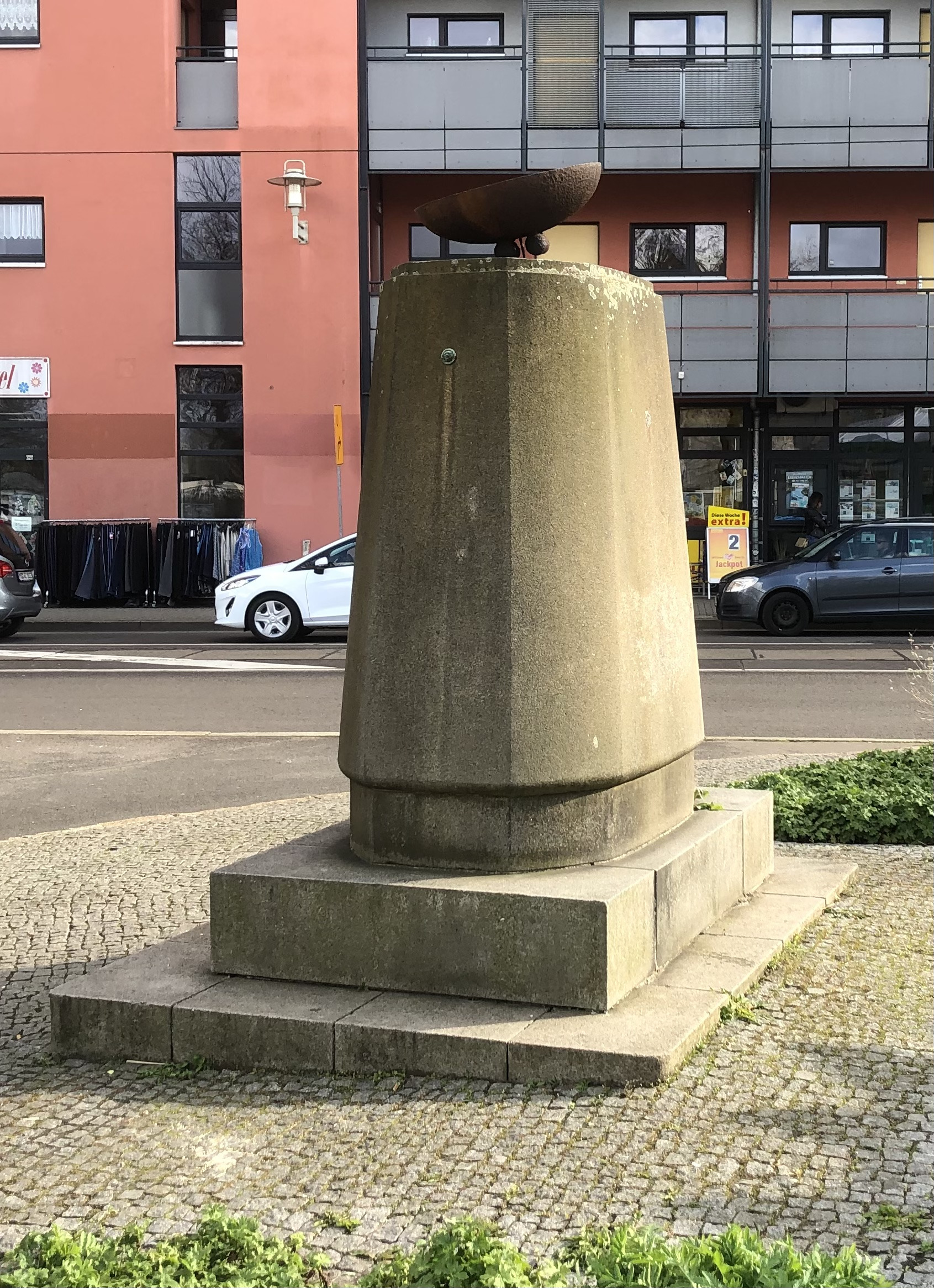
Blick von Nordwesten auf die Rückseite

Das Erich-Scharf-Denkmal ist ein Denkmal für Erich Scharf in Magdeburg in Sachsen-Anhalt.

## Lage
Es befindet sich am östlichen Ende des Olvenstedter Platzes im Stadtteil Stadtfeld Ost.

## Gestaltung
Das Denkmal besteht aus einem auf einem zweistufigen Sockel aufrecht stehenden Stein. Bekrönt wird der Stein von einer Feuerschale. Auf seiner nach Osten weisenden Frontseite befindet sich die Inschrift:
ZUM GEDENKEN AN

ERICH SCHARF

DER IM KAMPF UM DEUTSCHLANDS EINHEIT

AM 30. MAI 1948

HIER TÖDLICH VERUNGLÜCKTE

## Geschichte
Das Denkmal geht auf ein Ereignis vom 30. Mai 1948 zurück. An diesem Tag fand eine Veranstaltung für das vom Zweiten Deutschen Volkskongress beschlossene Volksbegehren zur deutschen Einheit statt, das vom 23. Mai bis 13. Juni 1948 durchgeführt wurde. Bankdirektor Wilhelm Richard Erich Scharf (1894–1948), der in der nahegelegenen Immermannstraße 4 wohnte, stand dabei auf dem Trittbrett eines LKWs und verteilte Fähnchen. Beim Wiederanfahren nach einem kurzen Stopp verlor der 54-Jährige das Gleichgewicht und stürzte vom Fahrzeug. Scharf wurde dabei von einem Hinterrad des LKWs überrollt und erlitt Kopfverletzungen, an denen er um 10.30 Uhr im Krankenhaus Marienstift verstarb. Der Zweite Deutsche Volkskongress und seine Beschlüsse gingen wesentlich auf Initiativen der SED zurück.
Zur späteren Trauerfeier gab es auch einen Trauerumzug, wobei der Sarg auf einem Katafalk stand. Am Unfallort wurde eine Gedenkminute eingelegt.
Die SED-Fraktion in der Magdeburger Stadtverordnetenversammlung beantragte daraufhin, zur Ehrung von Scharf, der lokaler Funktionär der SED gewesen war, die Umbenennung des Olvenstedter Platzes. Sie setzte sich mit diesem Antrag jedoch nicht durch. Am 27. Oktober 1949 beschloss der Stadtverordnetenversammlung stattdessen jedoch die Errichtung des Denkmals.
Das Denkmal wurde im März 1950 vom Steinmetzbetrieb Hunholdt für die städtische Bauverwaltung und die Garten- und Friedhofsverwaltung der Stadt angefertigt. Als Material wurde dabei ein Mittelstück des bis 1945 in Magdeburg am Askanischen Platz stehenden Eduard-von-Fransecky-Denkmals genutzt. Ursprünglich war der zweite Todestag am 30. Mai 1950 als Tag der Einweihung vorgesehen. Vermutlich erfolgte die Einweihung dann jedoch etwas später.
Der konkrete Anlass für die Aufstellung und die näheren Umstände des Ereignisses gerieten in der Öffentlichkeit in den folgenden Jahrzehnten in Vergessenheit. Einem Gerücht nach sollte Scharf ein Mädchen vor einem Zusammenstoß mit einem Auto gerettet haben, wobei er selbst umkam, wofür ihm das Denkmal gesetzt worden sei.
Das Denkmal ist nicht im örtlichen Denkmalverzeichnis eingetragen.
Aktuell (Stand 2021) stellt sich das optische Erscheinungsbild des Denkmals als beeinträchtigt dar. Die Feuerschale ist verrostet und verbogen. Auf der Frontseite befinden sich Verschmierungen. Anlässlich von Planungen einer Neugestaltung des Olvenstedter Platzes im Jahr 2021, begann in der Öffentlichkeit eine Diskussion über die Zukunft des Denkmals. Aufgrund des Zustandes aber insbesondere auch der nicht mehr als zeitgemäß betrachteten politischen Aussage des Denkmals, wurden Forderungen nach einer Entfernung des Denkmals laut. Zugleich wurde festgestellt, dass das Denkmal, obwohl ursprünglich als städtisches Denkmal errichtet, in keiner Baulast eines städtischen Amtes erscheint.
Auf Antrag der CDU-Fraktion entschied der Magdeburger Stadtrat am 15. April 2021, dass das Denkmal bei der zukünftigen Gestaltung des Platzes nicht mehr berücksichtigt werden und eine Umsetzung in das Technikmuseum Magdeburg geprüft werden soll. Andere Vorschläge sahen einen Verbleib des Steins vor Ort bei gleichzeitiger künstlerischer und inhaltlicher Kommentierung vor.